# Eugenio Corini
Eugenio Corini (* 30. Juli 1970 in Bagnolo Mella) ist ein ehemaliger italienischer Fußballspieler und heutiger -trainer.

## Spielerkarriere
Corini spielte in der Serie A für Juventus Turin, Sampdoria Genua, die SSC Neapel, Brescia Calcio, den FC Piacenza, Hellas Verona, Chievo Verona, die US Palermo und den FC Turin.
Zwischen 1992 und 2002 wurde Corini viermal in die Nationalmannschaft Italiens berufen, kam aber nie zum Einsatz. Mit der U-21 wurde er unter Cesare Maldini im Jahr 1992 U-21-Europameister.

## Trainerkarriere
Am 2. Oktober 2012 wurde er als Nachfolger von Domenico Di Carlo, der wegen des schlechten Saisonstarts von seinen Aufgaben entbunden worden war, Trainer des italienischen Erstligisten Chievo Verona. Die Trennung erfolgte jedoch bereits am Ende der Saison 2012/13. Nach der Entlassung im Jahr 2013 folgte ein weiteres Engagement als Trainer von Chievo, das jedoch nur bis 2014 dauerte. Von 2016 bis 2017 trainierte er die US Palermo. Von 2017 bis 2018 war er Trainer von Novara Calcio.
2018 wurde Corini Cheftrainer von Brescia Calcio. Zur Saison 2019/20 gelang der Aufstieg in die Serie A. Im November 2019 wurde er entlassen und im Dezember 2019 wieder als Cheftrainer eingestellt. Nach einer einjährigen Station bei der US Lecce war Corini 2022 nochmals kurzzeitig Trainer von Brescia Calcio. Von August 2022 bis April 2024 betreut er den FC Palermo und übernahm im Oktober 2024 die US Cremonese.

## Erfolge

### Als Spieler
- U-21-Europameister: 1992
- Aufstieg in die Serie A: 2000/01
- Italienischer Zweitligameister: 2003/04

### Als Trainer
- Italienischer Zweitligameister: 2018/19